# Dance Again … The Hits
Dance Again … The Hits (englisch für „Tanz nochmal … die Hits“) ist ein Best-of-Album der US-amerikanischen Sängerin Jennifer Lopez. Es wurde am 20. Juli 2012 über die Labels Epic und Sony Music als Standard- sowie Deluxe-Edition veröffentlicht.

## Inhalt
Die auf dem Album enthaltenen Lieder sind zum Großteil zuvor veröffentlichte Singles aus Jennifer Lopez’ sechs bis zu diesem Zeitpunkt erschienenen englischen Studioalben On the 6 (drei Lieder), J.Lo (zwei Songs), This Is Me… Then (ein Track), Rebirth (ein Titel), Brave (ein Stück) und Love? (zwei Lieder) sowie dem Remixalbum J to tha L-O!: The Remixes (ein Song). Lediglich die Tracks Dance Again und Goin’ In sind Neuveröffentlichungen.
Die Deluxe-Version beinhaltet zusätzlich die Titel All I Have aus dem Album This Is Me… Then, Let’s Get Loud vom Album On the 6 sowie Qué Hiciste aus ihrem spanischen Studioalbum Como ama una mujer.

## Produktion
Die für das Album ausgewählten Lieder wurden von einer Vielzahl verschiedener Musikproduzenten produziert. RedOne, Irv Gotti, 7, Ric Wake und Richie Jones produzierten jeweils zwei Songs. Weitere Instrumentals stammen u. a. von GoonRock, Stargate, den Trackmasters, Ryan Tedder und Sean Combs.

## Gastbeiträge
Auf neun bzw. zehn Liedern des Albums sind neben Jennifer Lopez weitere Künstler zu hören. Diese stammen allesamt von Rappern. So ist Pitbull an den Songs Dance Again und On the Floor beteiligt, während Ja Rule zwei Gastauftritte bei I’m Real (Remix) und Ain’t It Funny (Remix) hat, wobei an Letzterem ebenfalls Caddillac Tah beteiligt ist. Jenny from the Block ist eine Kollaboration mit Styles P. und Jadakiss. Auf dem Stück Goin’ In wird Jennifer Lopez von Flo Rida unterstützt, während Lil Wayne beim Track I’m Into You in Erscheinung tritt. Auf Get Right ist der Rapper Fabolous vertreten, und bei Feelin’ So Good haben Big Pun und Fat Joe Gastbeiträge. Zudem ist auf der Deluxe-Edition LL Cool J (bei All I Have) zu hören.

## Covergestaltung
Das Albumcover zeigt Jennifer Lopez, die den Blick vom Betrachter aus gesehen nach links richtet. Im Vordergrund befinden sich die Schriftzüge JLO und Dance Again … The Hits in Weiß bzw. Schwarz.

## Titelliste
| #  | Titel                                      | Gastbeiträge           | Produzent                            | Länge | Album                      |
| -- | ------------------------------------------ | ---------------------- | ------------------------------------ | ----- | -------------------------- |
| 1  | Dance Again                                | Pitbull                | RedOne                               | 3:57  | zuvor unveröffentlicht     |
| 2  | Goin’ In                                   | Flo Rida               | GoonRock                             | 4:09  | zuvor unveröffentlicht     |
| 3  | I’m Into You                               | Lil Wayne              | Stargate                             | 3:20  | Love?                      |
| 4  | On the Floor                               | Pitbull                | RedOne                               | 4:46  | Love?                      |
| 5  | Love Don’t Cost a Thing                    |                        | Ric Wake, Richie Jones, Cory Rooney  | 3:43  | J.Lo                       |
| 6  | If You Had My Love                         |                        | Rodney Jerkins                       | 4:25  | On the 6                   |
| 7  | Waiting for Tonight                        |                        | Ric Wake, Richie Jones, Dave Scheuer | 4:06  | On the 6                   |
| 8  | Get Right                                  | Fabolous               | Rich Harrison                        | 3:51  | Rebirth                    |
| 9  | Jenny from the Block (Track Masters Remix) | Styles P., Jadakiss    | Troy Oliver, Trackmasters            | 3:09  | This Is Me… Then           |
| 10 | I’m Real (Remix)                           | Ja Rule                | Irv Gotti, 7                         | 4:18  | J.Lo                       |
| 11 | Do It Well                                 |                        | Ryan Tedder                          | 3:08  | Brave                      |
| 12 | Ain’t It Funny (Remix)                     | Ja Rule, Caddillac Tah | Irv Gotti, 7                         | 3:51  | J to tha L-O!: The Remixes |
| 13 | Feelin’ So Good (Remix)                    | Big Pun, Fat Joe       | Sean Combs                           | 5:27  | On the 6                   |

Bonussongs der Deluxe-Edition:
| #  | Titel          | Gastbeiträge | Produzent                           | Länge | Album              |
| -- | -------------- | ------------ | ----------------------------------- | ----- | ------------------ |
| 14 | All I Have     | LL Cool J    | Cory Rooney, Ron G., Dave McPherson | 4:17  | This Is Me… Then   |
| 15 | Qué Hiciste    |              | Marc Anthony, Julio Reyes           | 4:57  | Como ama una mujer |
| 16 | Let’s Get Loud |              | Kike Santander, Emilio Estefan Jr.  | 3:58  | On the 6           |

Bonus-DVD der Deluxe-Edition:
| #  | Titel                   | Länge |
| -- | ----------------------- | ----- |
| 1  | Dance Again             | 4:10  |
| 2  | On the Floor            | 4:27  |
| 3  | Love Don’t Cost a Thing | 5:06  |
| 4  | If You Had My Love      | 5:29  |
| 5  | Waiting for Tonight     | 3:58  |
| 6  | Get Right               | 5:04  |
| 7  | Jenny from the Block    | 4:06  |
| 8  | I’m Real (Remix)        | 4:05  |
| 9  | Do It Well              | 3:20  |
| 10 | Ain’t It Funny (Remix)  | 3:54  |
| 11 | Feelin’ So Good (Remix) | 5:30  |

## Rezeption

### Chartplatzierungen und Singles
Dance Again … The Hits stieg am 3. August 2012 auf Platz 15 in die deutschen Albumcharts ein und belegte in den folgenden Wochen die Ränge 25 und 37. Insgesamt konnte es sich sieben Wochen in den Top 100 halten. Im Vereinigten Königreich erreichte das Album Position vier.
Als erste Single wurde am 2. April 2012 der Song Dance Again ausgekoppelt, der Platz 14 der deutschen Charts erreichte. Die zweite Auskopplung Goin’ In erschien am 2. Juni 2012 und belegte in Deutschland Rang 67.

### Auszeichnungen für Musikverkäufe
Im Vereinigten Königreich wurde das Album für mehr als 300.000 Verkäufe mit einer Platin-Schallplatte ausgezeichnet.
| Land/Region                  | Auszeichnungen für Musikverkäufe (Land/Region, Auszeichnung, Verkäufe) | Verkäufe |
| ---------------------------- | ---------------------------------------------------------------------- | -------- |
| Neuseeland (RMNZ)            | Gold                                                                   | 7.500    |
| Vereinigte Staaten (RIAA)    | —                                                                      | 126.000  |
| Vereinigtes Königreich (BPI) | Platin                                                                 | 300.000  |
| Insgesamt                    | 1× Gold · 1× Platin ·                                                  | 433.500  |

Hauptartikel: Jennifer Lopez/Auszeichnungen für Musikverkäufe